# Germignac
Germignac est une commune du Sud-Ouest de la France située dans le département de la Charente-Maritime (région Nouvelle-Aquitaine).
Ses habitants sont appelés les Germignacais et les Germignacaises.

## Géographie

### Communes limitrophes
| Saint-Martial-sur-Né | Salles-d'Angles (Charente) | Saint-Fort-sur-le-Né (Charente) |
| Jarnac-Champagne     | Germignac                  | Cierzac                         |
|                      | Sainte-Lheurine            | Saint-Palais-du-Né (Charente)   |

## Urbanisme

### Typologie
Au 1er janvier 2024, Germignac est catégorisée commune rurale à habitat dispersé, selon la nouvelle grille communale de densité à 7 niveaux définie par l'Insee en 2022.
Elle est située hors unité urbaine. Par ailleurs la commune fait partie de l'aire d'attraction de Cognac, dont elle est une commune de la couronne,. Cette aire, qui regroupe 44 communes, est catégorisée dans les aires de 50 000 à moins de 200 000 habitants,.

### Occupation des sols
L'occupation des sols de la commune, telle qu'elle ressort de la base de données européenne d’occupation biophysique des sols Corine Land Cover (CLC), est marquée par l'importance des territoires agricoles (90,1 % en 2018), en diminution par rapport à 1990 (92,9 %). La répartition détaillée en 2018 est la suivante : 
terres arables (39,5 %), cultures permanentes (39,1 %), zones agricoles hétérogènes (7,2 %), forêts (7,1 %), prairies (4,3 %), zones urbanisées (2,8 %). L'évolution de l’occupation des sols de la commune et de ses infrastructures peut être observée sur les différentes représentations cartographiques du territoire : la carte de Cassini (XVIIIe siècle), la carte d'état-major (1820-1866) et les cartes ou photos aériennes de l'IGN pour la période actuelle (1950 à aujourd'hui).

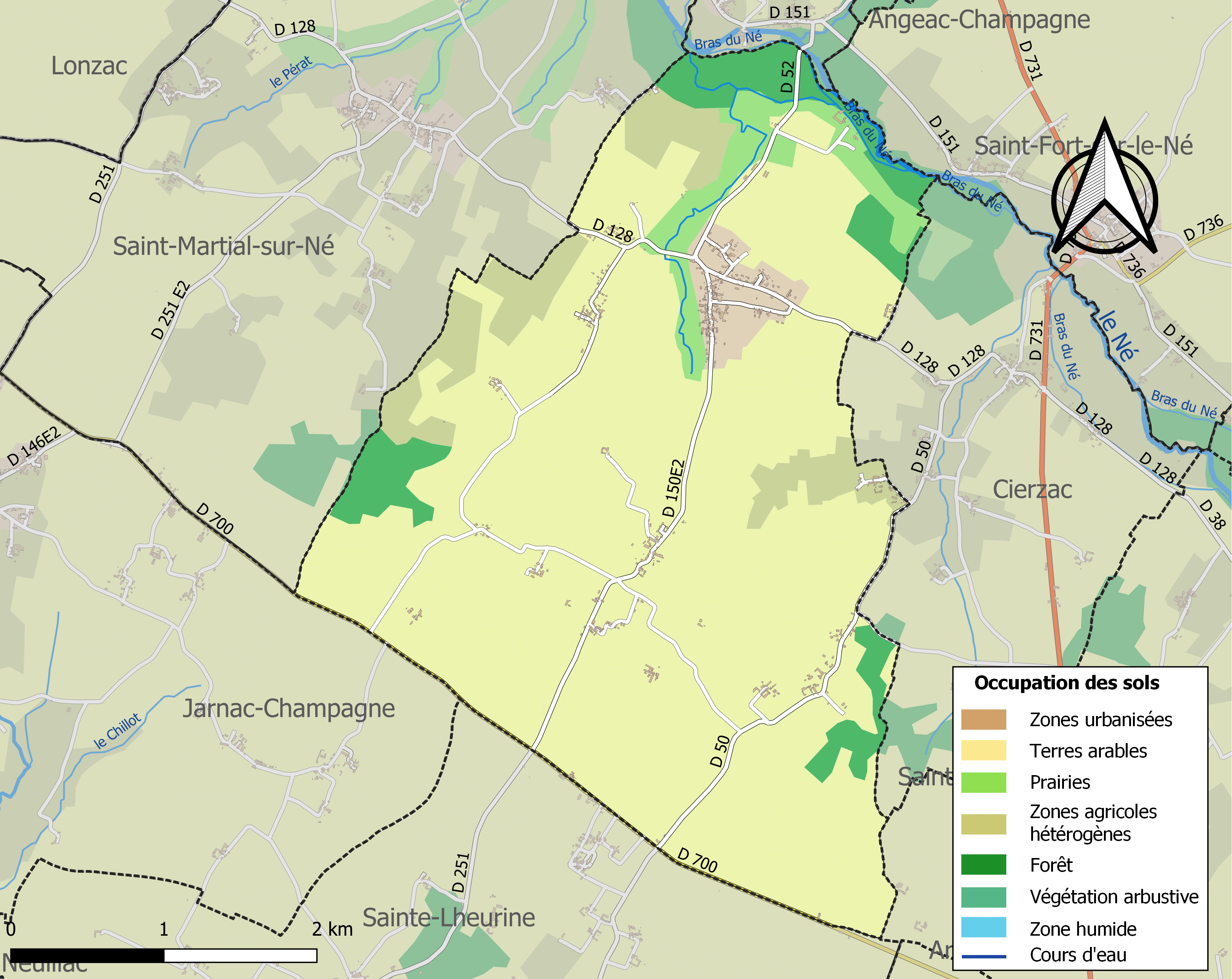
Carte des infrastructures et de l'occupation des sols de la commune en 2018 (CLC).

### Risques majeurs
Le territoire de la commune de Germignac est vulnérable à différents aléas naturels : météorologiques (tempête, orage, neige, grand froid, canicule ou sécheresse), inondations, mouvements de terrains et séisme (sismicité faible). Il est également exposé à un risque technologique,  le transport de matières dangereuses. Un site publié par le BRGM permet d'évaluer simplement et rapidement les risques d'un bien localisé soit par son adresse soit par le numéro de sa parcelle.

#### Risques naturels
Certaines parties du territoire communal sont susceptibles d’être affectées par le risque d’inondation par débordement de cours d'eau, notamment le Né. La commune a été reconnue en état de catastrophe naturelle au titre des dommages causés par les inondations et coulées de boue survenues en 1982, 1999, 2003 et 2010,.

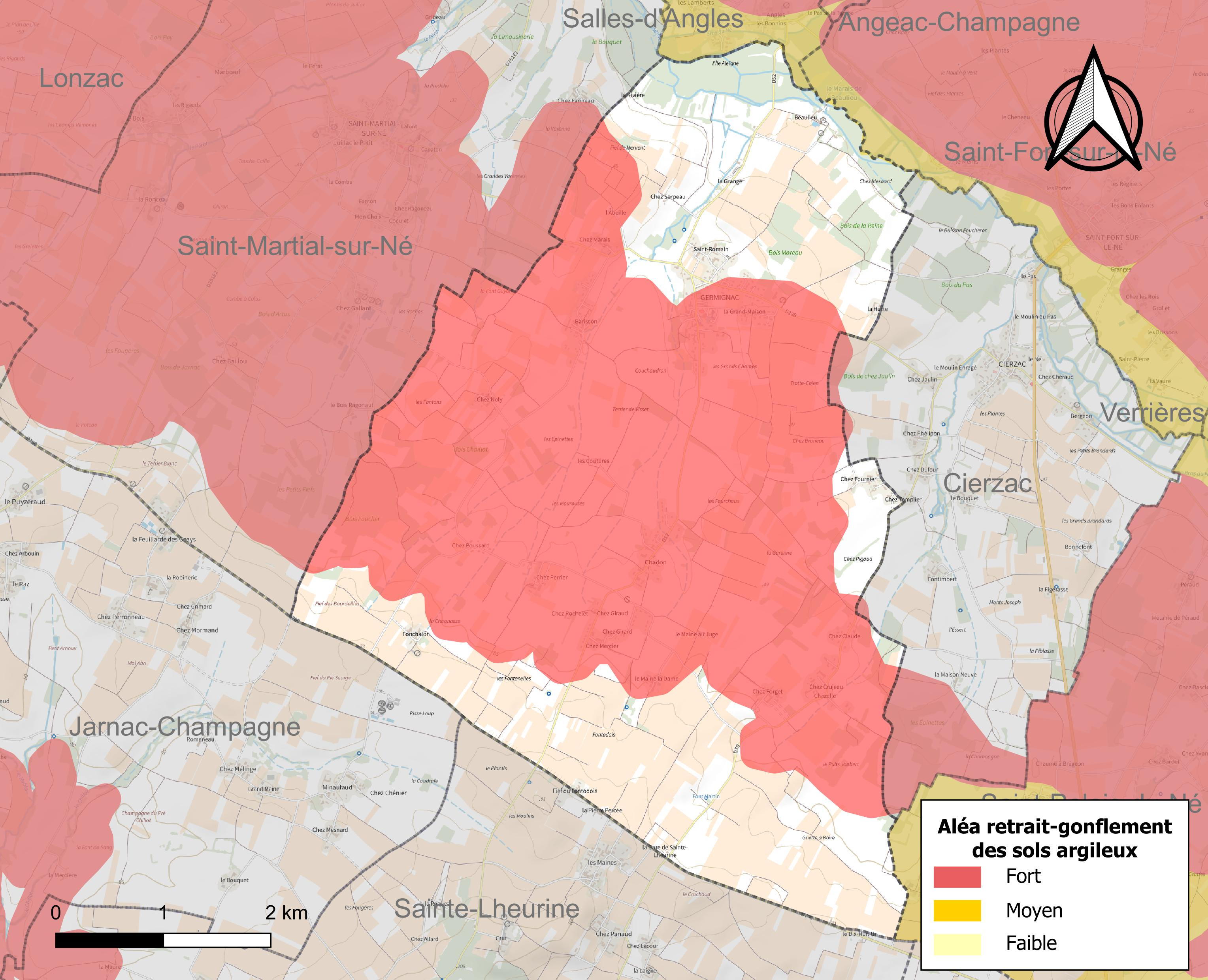
Carte des zones d'aléa retrait-gonflement des sols argileux de Germignac.

Les mouvements de terrains susceptibles de se produire sur la commune sont des tassements différentiels.
Le retrait-gonflement des sols argileux est susceptible d'engendrer des dommages importants aux bâtiments en cas d’alternance de périodes de sécheresse et de pluie. 60,6 % de la superficie communale est en aléa moyen ou fort (54,2 % au niveau départemental et 48,5 % au niveau national). Sur les 285 bâtiments dénombrés sur la commune en 2019,  229 sont en aléa moyen ou fort, soit 80 %, à comparer aux 57 % au niveau départemental et 54 % au niveau national. Une cartographie de l'exposition du territoire national au retrait gonflement des sols argileux est disponible sur le site du BRGM,.
Par ailleurs, afin de mieux appréhender le risque d’affaissement de terrain, l'inventaire national des cavités souterraines permet de localiser celles situées sur la commune.
Concernant les mouvements de terrains, la commune a été reconnue en état de catastrophe naturelle au titre des dommages causés par des mouvements de terrain en 1999 et 2010.

#### Risques technologiques
Le risque de transport de matières dangereuses sur la commune est lié à sa traversée par une ou des infrastructures routières ou ferroviaires importantes ou la présence d'une canalisation de transport d'hydrocarbures. Un accident se produisant sur de telles infrastructures est susceptible d’avoir des effets graves sur les biens, les personnes ou l'environnement, selon la nature du matériau transporté. Des dispositions d’urbanisme peuvent être préconisées en conséquence.

## Toponymie
Le nom de la commune est issu du nom de propriétaire gallo-romain Germinius, suivi du suffixe -acum.

## Administration

### Liste des maires
| Période                                  | Période  | Identité        | Étiquette | Qualité                          |
| ---------------------------------------- | -------- | --------------- | --------- | -------------------------------- |
| 2001                                     | 2014     | Michel Lachaize | PS        | Conseiller général - Viticulteur |
| 2014                                     | En cours | Maurice Marc    | SE        | Cadre supérieur retraité         |
| Les données manquantes sont à compléter. |          |                 |           |                                  |

### Région
À la suite de la mise en application de la réforme administrative de 2014 ramenant le nombre de régions de France métropolitaine de 22 à 13, la commune appartient depuis le 1er janvier 2016 à la région Nouvelle-Aquitaine, dont la capitale est Bordeaux. De 1972 au 31 décembre 2015, elle a appartenu à la région Poitou-Charentes, dont le chef-lieu était Poitiers.

## Population et société

### Démographie

#### Évolution démographique
L'évolution du nombre d'habitants est connue à travers les recensements de la population effectués dans la commune depuis 1793. Pour les communes de moins de 10 000 habitants, une enquête de recensement portant sur toute la population est réalisée tous les cinq ans, les populations de référence des années intermédiaires étant quant à elles estimées par interpolation ou extrapolation. Pour la commune, le premier recensement exhaustif entrant dans le cadre du nouveau dispositif a été réalisé en 2008.

En 2022, la commune comptait 647 habitants, en évolution de −2,41 % par rapport à 2016 (Charente-Maritime : +4,04 %, France hors Mayotte : +2,11 %).
| 1793 | 1800 | 1806 | 1821 | 1831 | 1836 | 1841 | 1846 | 1851 |
| ---- | ---- | ---- | ---- | ---- | ---- | ---- | ---- | ---- |
| 632  | 652  | 810  | 435  | 676  | 723  | 721  | 718  | 749  |

| 1856 | 1861 | 1866 | 1872 | 1876 | 1881 | 1886 | 1891 | 1896 |
| ---- | ---- | ---- | ---- | ---- | ---- | ---- | ---- | ---- |
| 751  | 743  | 696  | 718  | 649  | 592  | 565  | 520  | 506  |

| 1901 | 1906 | 1911 | 1921 | 1926 | 1931 | 1936 | 1946 | 1954 |
| ---- | ---- | ---- | ---- | ---- | ---- | ---- | ---- | ---- |
| 508  | 509  | 478  | 455  | 460  | 438  | 441  | 432  | 423  |

| 1962 | 1968 | 1975 | 1982 | 1990 | 1999 | 2006 | 2008 | 2013 |
| ---- | ---- | ---- | ---- | ---- | ---- | ---- | ---- | ---- |
| 364  | 342  | 336  | 352  | 539  | 531  | 579  | 593  | 650  |

| 2018 | 2022 | - | - | - | - | - | - | - |
| ---- | ---- | - | - | - | - | - | - | - |
| 640  | 647  | - | - | - | - | - | - | - |

Une importante politique construction de logements individuels entamée lors du mandat précédent a permis l'évolution démographique du village. 
Une partie de l'ancienne école a par ailleurs été reconvertie en logements, dont certains à vocation sociale.

## Économie

### Agriculture
La viticulture est une ressource économique importante. La commune est située en Petite Champagne, dans la zone d'appellation d'origine contrôlée du cognac.

## Équipements, services et vie locale
La commune compte également un commerce local doté d'une épicerie, d'un bar tabac et un Salon de Coiffure .

## Lieux et monuments
L'église Saint-Pierre a été construite aux Xe, XIe et XIIe siècles. Elle a été inscrite monument historique en 1925.

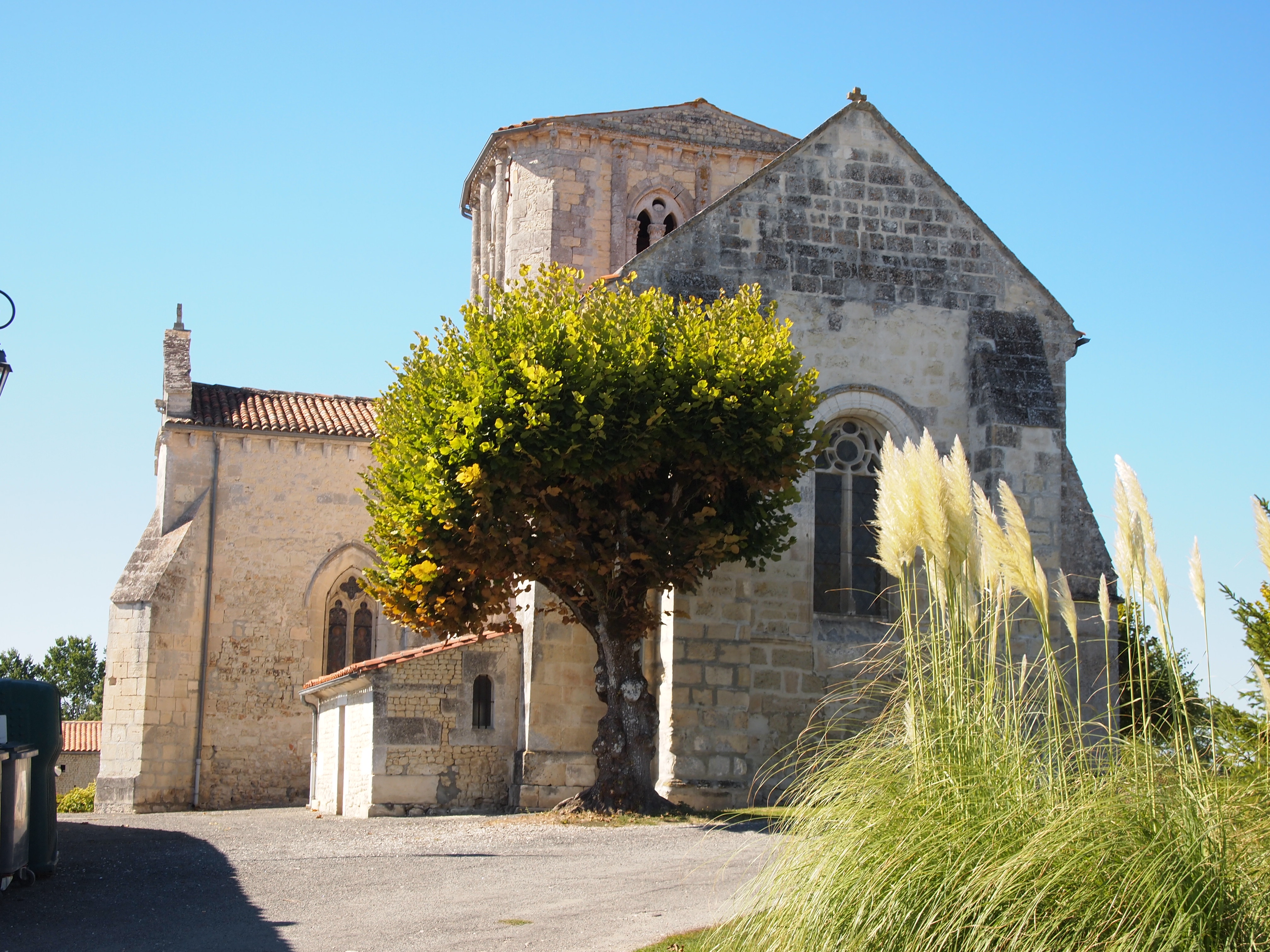
Église.

Le domaine de Beaulieu est daté des XVIe et XVIIIe siècles. Le logis sans étage, constitué de pièces en enfilade, possède une porte dont les éléments sculptés et la menuiserie ont été inscrits monument historique par arrêté du 3 juillet 1992 en même temps que le pigeonnier. Ce pigeonnier est daté 1595. Il est carré, constitué en rez-de-chaussée d'une cave et en étage du pigeonnier dont les éléments sculptés sont remarquables.

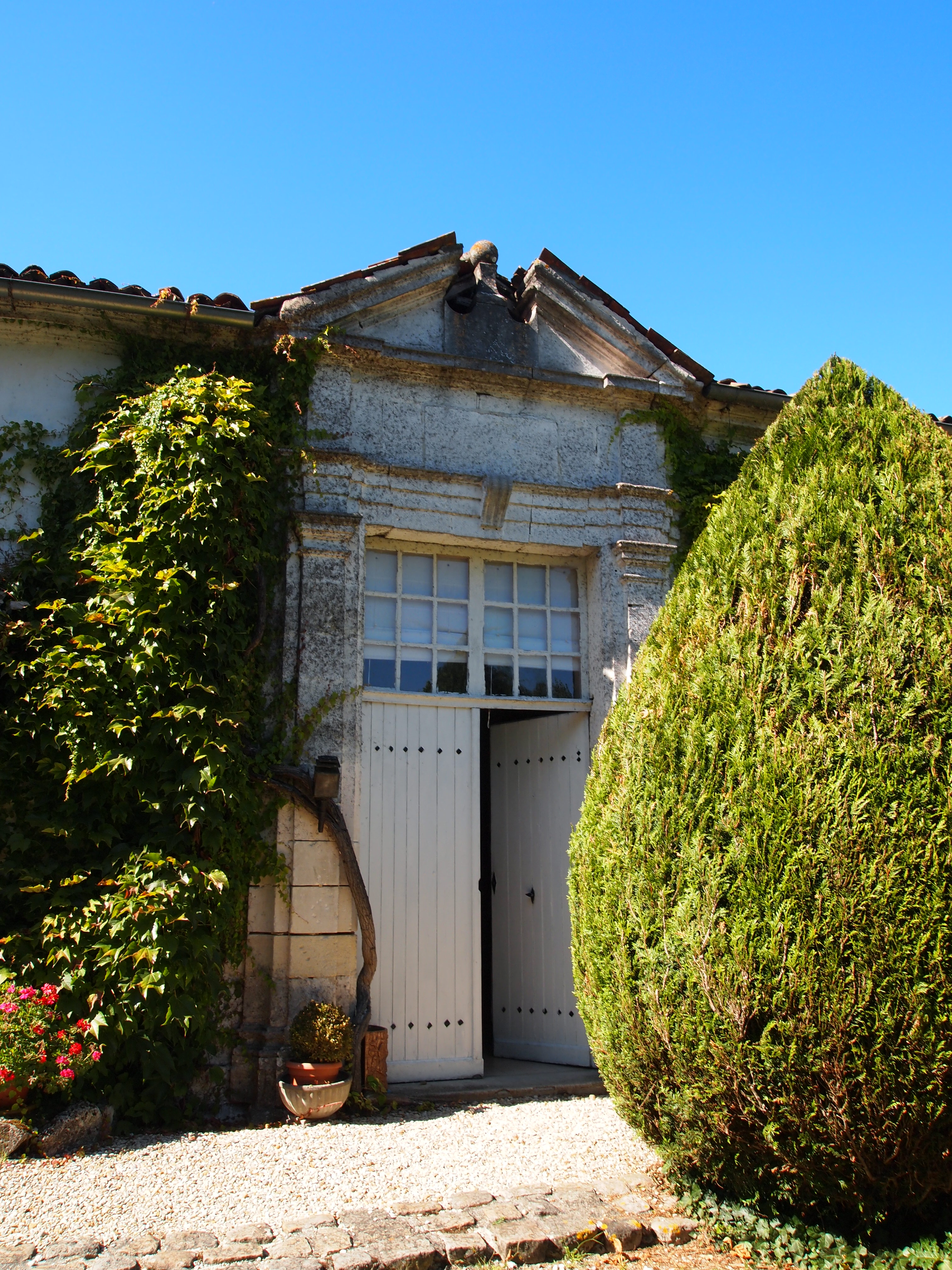
Porte classée.
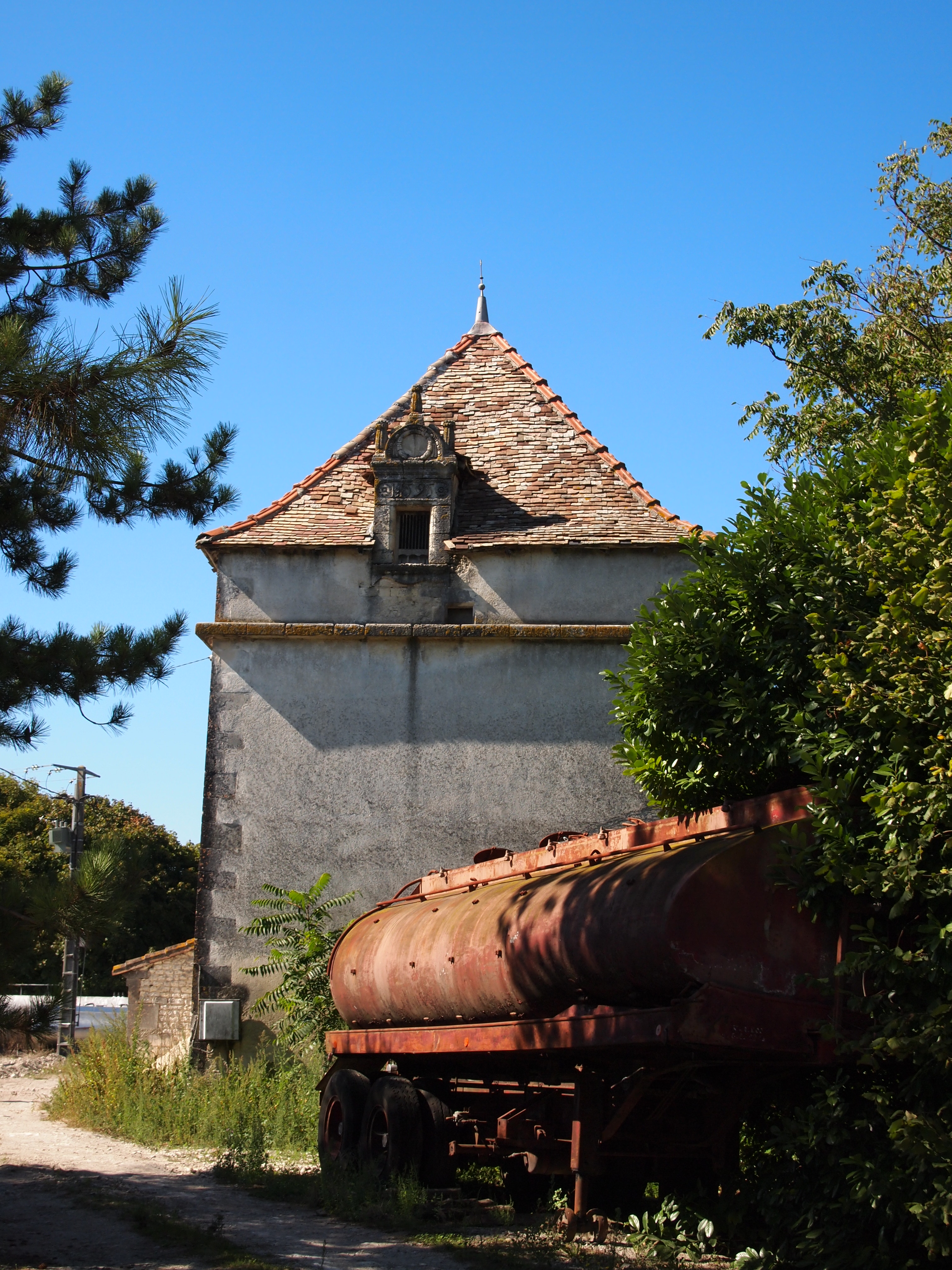
Pigeonnier classé.
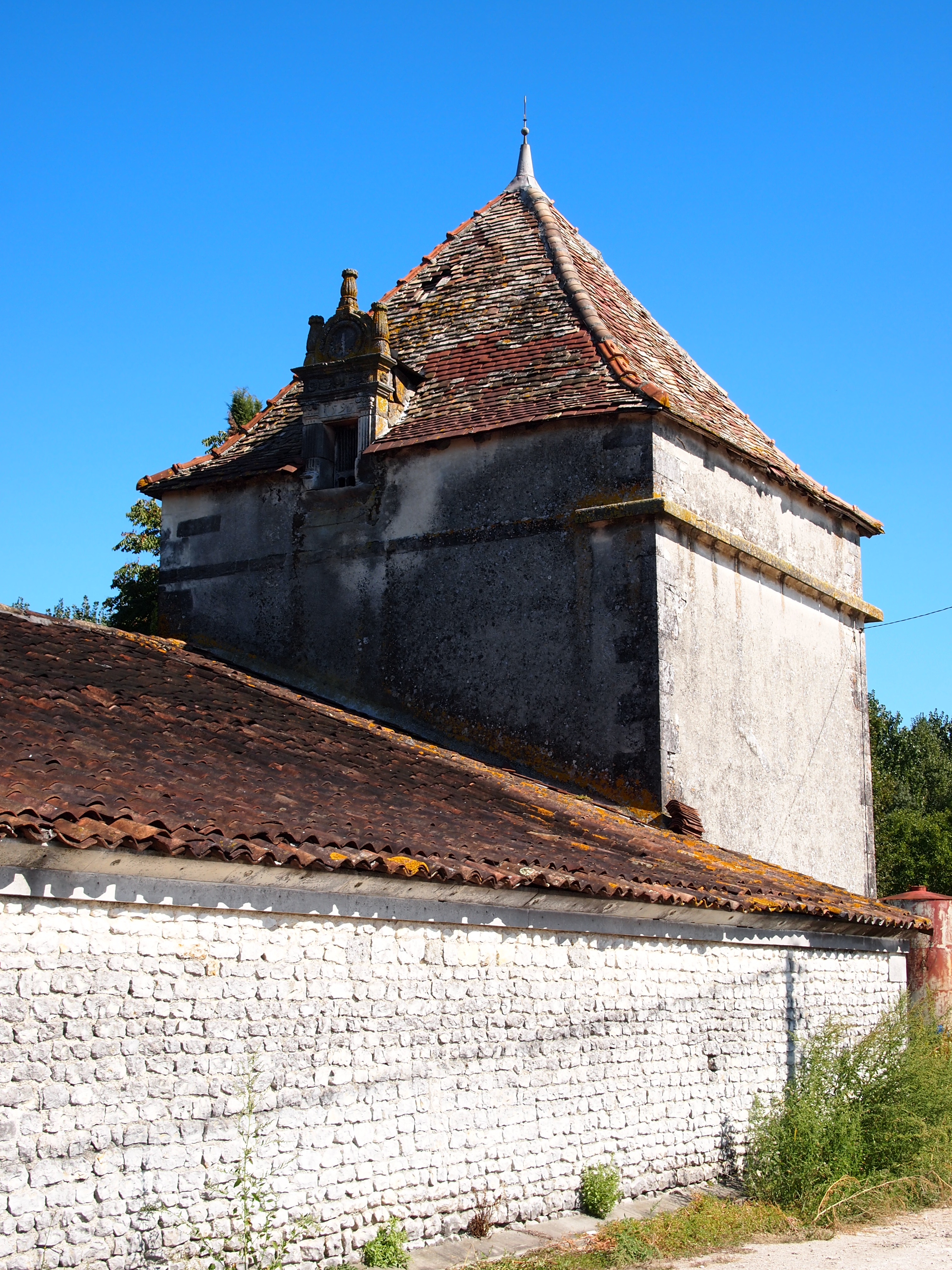
L'autre face du pigeonnier.

## Insolite
C'est dans cette commune qu'a été tourné en 1993 l'épisode La soucoupe et le perroquet de l'émission Strip Tease.

## Personnalités liées à la commune
- Jean-Claude Ladrat apparait dans l'épisode "la soucoupe et le perroquet" de l'émission Strip-tease. Il est condamné pour attouchement sexuel.
- Suzanne Saget mère de Jean Claude, elle est née le 23 novembre 1915 et est morte le 11 novembre 1999. Elle est enterrée avec son perroquet empaillé[22].

## Héraldique
| Blason | Blasonnement : D'argent à deux rameaux d'olivier de sable feuillés d'or, posés en redorte, les tiges passées en sautoir et tenues par deux colombes essorantes et affrontées d'argent, enfermant une lettre capitale G de sable, surmontés de l'inscription « RF » en lettres capitales d'azur accostée de deux feuilles de vigne affrontées de sinople. Commentaires : le statut officiel du blason reste à déterminer. |